# Leuvensestraat (Tienen)
De Leuvensestraat is de belangrijkste winkelstraat van Tienen (Vlaams-Brabant, België).

## Geschiedenis
Oorspronkelijk begon de Leuvensestraat aan de Lombaardpoort, naast het nieuwe stadhuis. Hierdoor worden een aantal huizen op de Grote Markt in de oudste documenten gesitueerd in de Leuvensestraat.
De straat liep verder over de Dries naar de (Oude) Leuvensepoort. Langs deze poort kon de reiziger naar Leuven trekken, via Breisem en Vertrijk.
De oudste vermeldingen van de straat zijn in het Latijn: in vico louaniensi (1250), ad platheam louaniensem (1307). De oudste vermelding in het Nederlands is Jn die louenerstrate (1360)
Na de bouw van de nieuwe Leuvensepoort in 1715 werd een doorsteek gemaakt van uit de Leuvensestraat naar de nieuwe poort. Het gedeelte van de Leuvensestraat dat verder liep naar de Oude Leuvensepoort aan het Heilig Hart werd vanaf dan de Oude Leuvensestraat.

## Vernieuwing
In augustus 2004 zijn er verfraaiingswerken in de straat uitgevoerd. De vernieuwde straat is heropend in mei 2005. Het parkeergebrek zou worden opgelost door de bouw van een ondergronds parkeerterrein door het Heilig Hartziekenhuis. Tot dusver is hier echter geen zekerheid over.

## Trivia
De Leuvensestraat staat op de Vlaamse versie van het bordspel Monopoly.